# Eberhard von Attendorn
Eberhard I. Attendorn, auch Everhardus de Atendorn, Evert von Attenderen oder Athendorn (* Lübeck; † 21. März 1399 ebenda) war ein deutscher Bischof von Lübeck.

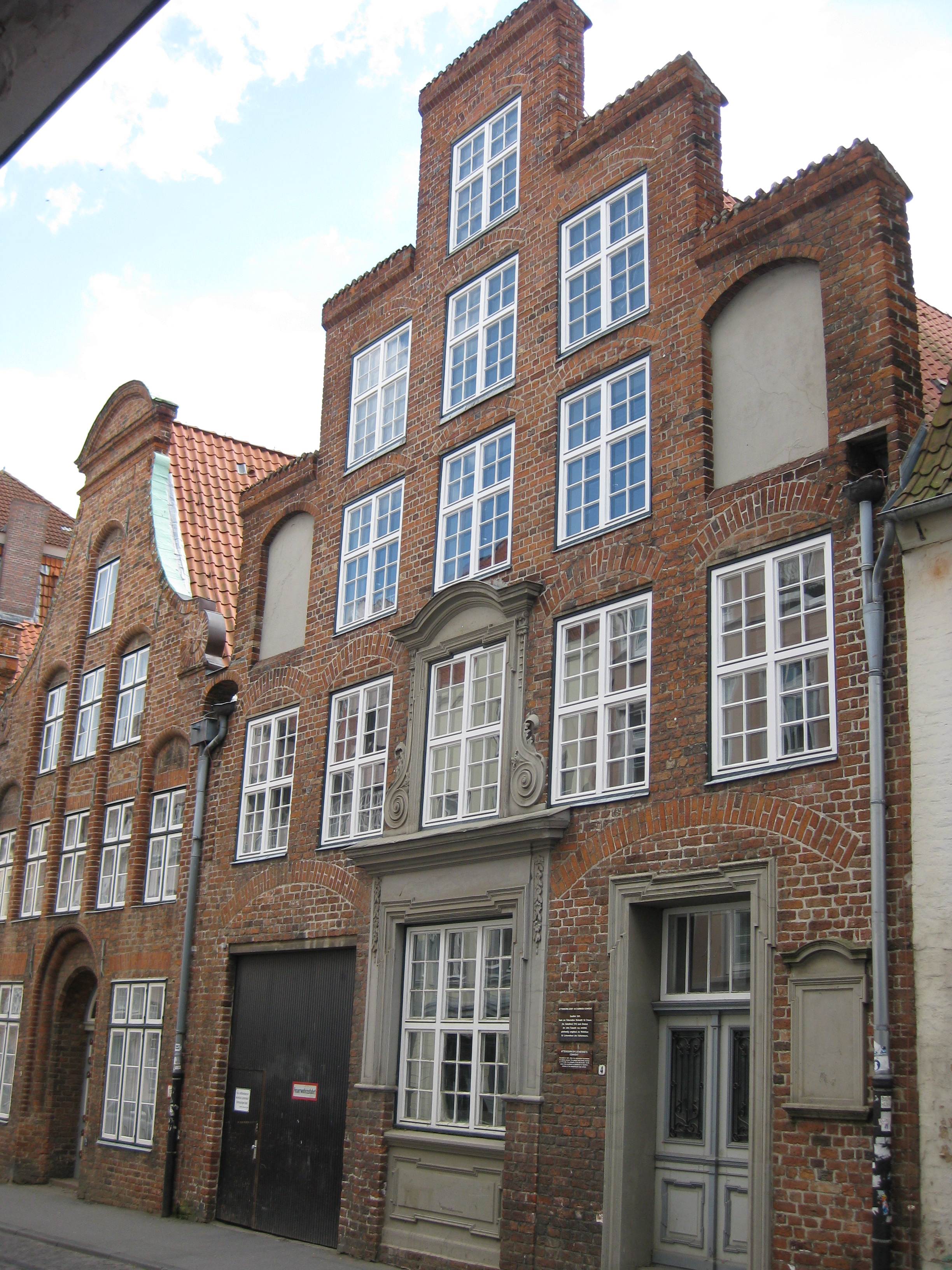
1301: Ratsherr Vollmer Attendorn stiftete ein Armenhaus in der Glockengießerstr. 4

## Familie
Attendorns Familie, das Geschlecht derer von Attendorn, stammte aus Westfalen und war in der Mitte des 13. Jahrhunderts nach Lübeck eingewandert. Bereits 1286 und 1289 verzeichnen Archivalien den Ratmann Volmar I. Attendorn, der 1286, sowie 1289 Kämmerer und 1291 Ratsherr und Schulrektor gewesen war. Jener Volmar I. könnte es auch gewesen sein, der 1301 in der Glockengießerstraße ein Armenhaus errichten ließ. Sein Sohn Volmar II. ist ebenfalls Ratsherr gewesen. Er hatte eine Tochter Adelheid, die als Witwe von Ertmar Crispin den Heinrich von Wahrendorp heiratete. Dessen Vetter Konrad Attendorn († 1339), der Sohn des Eberhard Attendorn, war 1306 Ratsmitglied und 1324–1339 Bürgermeister von Lübeck. Dieser Konrad stiftete eine Kapelle in der St. Johanniskirche.
Dessen Sohn Gottschalk errichtete in der erwähnten Kapelle per Testament vom 16. Januar 1349 eine Vikarie, die 1352 bestätigt wurde, und zudem eine Vikarie an der St. Katharinenkirche. Seine Mutter hieß Gertrud (Druda) und Brüder waren der Ratsherr Eberhard, der 1349 auf einer Pilgerfahrt nach Jerusalem verstarb und eine Tochter Hedwig, die Simon Swering heiratete, Gottschalk, Bruwinus (auch Vrowin; † 1348) und die Äbtissin des Johannisklosters Gertrud von Attendorn. Von Gerhard sind die Söhne Gerhard (1359 Prokonsul, 1367 Bürgermeister † 1396), Gottschalk (1377 Ratsherr; † 1388) und die Tochter Gertrud (verh. mit Johannes Wesler) bekannt. Ein weiterer Volmar III. Attendorn wurde 1334 auf seinem Feld erschlagen. Zudem tauchen auch zahlreiche Geistliche der Familie Attendorn auf. Nach Scholtz soll sein Vater Ratsherr gewesen sein, nach Melle der Sohn des Eberhard Attendorn. Jedoch kann man diese Aussagen auch in Zweifel ziehen, da Attendorn als Vormund einer 1331 erworbenen Besitzung des Volmar Attendorn siegelt.

## Leben
Eberhard war von seiner Familie zum geistlichen Stand bestimmt, hatte als Lübecker Kanoniker 1365 ein Studium an der Universität Bologna begonnen und wird in Bologna 1371 als Prokurator erwähnt. Am 12. November 1372 erhält Attendorn eine Zusage des Papstes Gregor XI. zur Anwartschaft auf die Domherrenstelle der Schweriner Kirche, und erhält diese 1377. Zu letztgenanntem Zeitpunkt ist er Lizentiat des kanonischen Rechts und zudem Propst von Eutin. Er wurde nach dem 3. August 1387 als Dekan des Stifts Lübeck einstimmig zum Bischof gewählt und am 10. Dezember 1387 vom Papst bestätigt.
Als Bischof von Lübeck begegnet er vorrangig als Unterzeichner von Urkunden. 1394 genehmigt der Bischof, Eberhard von Attendorn, die Bruderschaft der sämtlichen Vikare der ganzen Stadt Lübeck und errichtet sie förmlich. Er gab am 9. Dezember 1397 seine Zustimmung zur Errichtung des Kartäuserklosters Ahrensbök. Er errichtete mit viel Aufwand eine Kapelle in Eutin und eine in Lübeck. Abweichend vom Familienwappen siegelte er mit einem Wappen, das den heiligen Michael mit dem Wappenschild der Attendorn zeigt. Nach seinem Tode wurde er im Chor des Lübecker Doms begraben.